# Prieuré hospitalier
Le prieuré hospitalier est une division administrative de l'ordre de Saint-Jean de Jérusalem. Les commanderies hospitalières étaient regroupées suivant un critère de proximité géographique au sein du prieuré.

## Histoire
Le plus ancien prieuré est attesté dès les années 1120, c'est le prieuré de Saint-Gilles qui deviendra la prieuré de Provence. Les territoires hospitaliers étaient administrés sur une base géographique. Au sommet de la pyramide, il y avait les langues qui regroupaient les prieurés qui elles-mêmes regroupaient les commanderies qui enfin regroupaient de plus petites domaines comme les membres.
En 1310, les Hospitaliers avaient créés 23 prieurés : celui de Provence, de France, d'Auvergne, de Messine, de Barletta, de Capoue, de Lombardie, de Venise (it), de Rome, de Pise, d'Amposta, de Navarre, de Castille et Léon, de Portugal, d'Angleterre, d'Irlande, d'Allemagne inférieur, d'Allemagne supérieure, de Bohême, de Pologne, de Hongrie, de Dacie et de Morée.

## Sources
- Nicole Bériou (dir. et rédacteur), Philippe Josserand (dir.) et al. (préf. Anthony Luttrel & Alain Demurger), Prier et combattre : Dictionnaire européen des ordres militaires au Moyen Âge, Fayard, 2009, 1029 p. (ISBN 978-2-2136-2720-5, présentation en ligne), numéro de page